# William Lloyd Garrison
William Lloyd Garrison (10. prosince 1805 Newburport – 24. května 1879 New York) byl přední americký abolicionista, novinář, bojovník za práva žen a sociální reformátor. Proslavil se vydáváním novin bojujících proti otroctví The Liberator, které založil v roce 1831 a publikoval v Bostonu, dokud otroctví ve Spojených státech nebylo zrušeno ústavní změnou v roce 1865. Byl jedním ze zakladatelů Americké společnosti proti otroctví (American Anti-Slavery Society) a prosazoval okamžité zrušení otroctví v USA bez kompenzace dosavadních otrokářů.
Garrison byl později, v 70. letech 19. století, i předním zastáncem práv žen, což vedlo k rozkolu v komunitě abolicionistů.